# 5019 Ерфйорд
5019 Ерфйорд (5019 Erfjord) — астероїд головного поясу, відкритий 25 червня 1979 року.
Тіссеранів параметр щодо Юпітера — 3.501.